# Port lotniczy León-Del Bajío
Port lotniczy León-Del Bajío (IATA: BJX, Kod lotniska ICAO: MMLO) – port lotniczy położony w Silao, niedaleko León, w stanie Guanajuato, w Meksyku.

## Linie lotnicze i połączenia
- Aeroméxico (Tijuana) [sezonowo]
- Aeroméxico Connect (Chicago-O’Hare, Ciudad Juárez, Los Ángeles, Meksyk, Monterrey)
- American Eagle Airlines (Dallas/Fort Worth)
- CanJet (Montreal-Trudeau) [sezonowo]
- Continental Airlines (Houston-Intercontinental, Los Angeles)
- Continental Express obsługiwane przez ExpressJet Airlines (Houston-Intercontinental)
- VivaAerobus (Monterrey)
- Volaris (Ciudad [od 15 listopada 2018][2], Los Cabos [od 15 listopada 2018][2], Meksyk [od 15 listopada 2018][3], Mérida [od 16 listopada 2018][2], Mexicali [od 17 listopada 2018][2], Puerto Vallarta [od 15 listopada 2018][2], San Jose [17 listopada 2018][4], Tijuana)